# Косенок Дмитро Юрійович
Дмитро́ Ю́рійович Косенок (* 15 лютого 1992) — український борець на поясах.

## З життєпису
В липні 2013 року на XXVII Всесвітніх літніх студентських іграх в Казані у фіналі вагової категорії до 62 кг боровся з представником Туркменістану Ягшмуратом Аннамурадовим, програв з рахунком 0:6. Цим самим здобув срібну медаль.
Представляє клуб ШВСМ, Донецьк.

## Державні нагороди
- Орден Данила Галицького (25 липня 2013) — за досягнення високих спортивних результатів на XXVII Всесвітній літній Універсіаді в Казані, виявлені самовідданість та волю до перемоги, піднесення міжнародного авторитету України[1]